# باسل الرواحي
باسل عبدالله أحمد الرواحي (وُلد في 25 سبتمبر 1993) هو لاعب كرة قدم عماني، يلعب في مركز الظهير الأيسر في صفوف ظفار ومنتخب عمان.

## المسيرة الدولية
تم استدعاء باسل إلى صفوف منتخب عمان الأول لأول مرة في عام 2012، وشارك لأول مرة في 20 ديسمبر 2012 في مواجهة منتخب البحرين ضمن بطولة اتحاد غرب آسيا 2012. شارك أيضًا في نسخة البطولة لعام 2014.

## الإحصائيات
| النادي   | الموسم   | الدوري                 | الدوري  | الدوري | الكأس   | الكأس | قاري    | قاري  | أخرى    | أخرى  | الإجمالي | الإجمالي |
| النادي   | الموسم   | الدوري                 | مباريات | أهداف  | مباريات | أهداف | مباريات | أهداف | مباريات | أهداف | مباريات  | أهداف    |
| -------- | -------- | ---------------------- | ------- | ------ | ------- | ----- | ------- | ----- | ------- | ----- | -------- | -------- |
| فنجاء    | 2012–13  | دوري المحترفين العماني | -       | 0      | -       | 0     | 5       | 0     | -       | 0     | -        | 0        |
| فنجاء    | 2013–14  | دوري المحترفين العماني | -       | 1      | -       | 0     | 6       | 0     | -       | 0     | -        | 1        |
| الإجمالي | الإجمالي | الإجمالي               | -       | 1      | -       | 0     | 11      | 0     | -       | 0     | -        | 1        |

1. ↑  يشمل المشاركات في كأس الاتحاد الآسيوي

## الألقاب

### مع الأندية
فنجاء
- كأس السلطان قابوس: 2013–14
- دوري المحترفين العماني 2021–22
- كأس السوبر العماني: 2012

## وصلات خارجية
- باسل الرواحي  على سكروي
- Basil Al Rawahi at Goal.com at Archive.is (نسخة محفوظة 15 يوليو 2014)
- اللاعب باسل الرواحي على موقع كووورة.
- Basil Al-Rawahi - 17th Asian Games INCHEON 2014 (incheon2014ag.org) at Archive.is (نسخة محفوظة 18 سبتمبر 2014)